# 京極義昭
京極 義昭（きょうごく よしあき）は、日本で活動する男性アニメーション演出家・監督。Production I.G出身。

## 経歴
2018年1月、『ゆるキャン△』で初監督を果たす。『ヤマノススメ セカンドシーズン』では物語の転機となる十二合目「Dear My Friend」の演出を担当した。

## 人物
小さい頃から宮崎駿の作品を好んでその影響を受けたが、それ以外のアニメには詳しくなく、アニメアニメしたものにはあまり携わっていない。プロデューサーからは映像的、写実的な作り方をすると評価されている。
同姓で同業の京極尚彦とは特に血縁関係は無い。

## 参加作品

### テレビアニメ
2005年
- クレヨンしんちゃん（動画）

2006年
- 攻殻機動隊 STAND ALONE COMPLEX Solid State Society（動画）

2009年
- 東のエデン（絵コンテ）

2011年
- うさぎドロップ（演出）
- BLOOD-C（演出）

2012年
- 黒子のバスケ（-2015年、絵コンテ・演出）
- ROBOTICS;NOTES（演出）

2014年
- 東京喰種トーキョーグール（絵コンテ・演出）
- ヤマノススメ セカンドシーズン（絵コンテ・演出）

2015年
- 東京喰種トーキョーグール√A（絵コンテ・演出）
- スタミュ（-2017年、絵コンテ・演出）
- 終わりのセラフ（絵コンテ・演出）

2016年
- Fate/kaleid liner プリズマ☆イリヤ ドライ!!（絵コンテ）

2018年
- ゆるキャン△（監督・絵コンテ・演出）

2020年
- へやキャン△（スーパーバイザー）
- グレイプニル（絵コンテ）

2021年
- ゆるキャン△ SEASON2（監督）

2024年
- 烏は主を選ばない（監督）

2025年
- 気絶勇者と暗殺姫（演出）

### 劇場アニメ
2022年
- 映画 ゆるキャン△（監督）